# ياسمين تشوي
ياسمين تشوي (هانغل: 최나경) هي موسيقية كورية جنوبية، ولدت في 1983 في سول في كوريا الجنوبية.

## وصلات خارجية
- الموقع الرسمي
- ياسمين تشوي على موقع ميوزك برينز (الإنجليزية)
- ياسمين تشوي على موقع أول ميوزيك (الإنجليزية)
- ياسمين تشوي على موقع ديسكوغز (الإنجليزية)